# Paisatge protegit de Quezon
El paisatge protegit de Quezon és un àrea protegida situada a la República de les Filipines, que abasta els municipis de Pagbilao, Padre Burgos i Atimonan a la província de Quezon. El parc es troba al nord de la secció més estreta de Luzon, a uns 164 quilòmetres al sud-est de la ciutat cabdal de Metro Manila.

## Declaració
La zona va ser establerta com a parc nacional el 25 d'octubre de 1934 amb la Proclamació no.740. El parc abastava una superfície total de 535,08 hectàrees i va ser anomenada Parc nacional de Quezon. El 1940 es va ampliar en 983 hectàrees més, segons resolució no. 594. Després de la implementació del Sistema Nacional Integrat d'Àrees Protegides (NIPAS) el 1992, el parc va ser reclassificat com a paisatge protegit i va ser requalificat com Paisatge protegit de Quezon el 2 de juny de 2003 amb la Proclamació no. 394, i una superfície de 938 hectàrees.

## Característiques
El paisatge protegit de Quezon està situat al sud de la muntanya Sierra Madre. El paisatge correspon a selva baixa amb passatge càrstic i vegetació. Les activitats al parc inclouen l'observació d'aus, senderisme a la muntanya Mirador, trekking per observar la flora i la fauna, o trekking als 80 metres de les caigudes d'aigua Bantakay, al barangay Santa Catalina —d'entre els cinc salts d'aigua que hi ha a la zona, és el més accessible. A prop de les cataractes hi ha diverses coves obertes al públic, com la Cueva Santa i la cova Nilubugan.

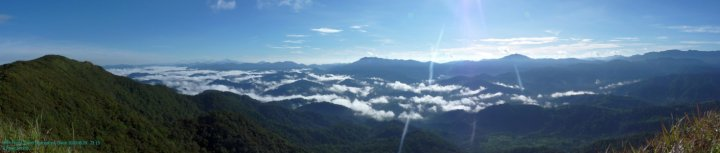
Les muntanyes de Sierra Madre a l'illa Luzon

## Història
El punt més alt del parc, a 366 m., és la muntanya Mirador. Durant la revolució filipina, la bandera de les Filipines es va elevar a la muntanya significant la conquesta de la regió. Les banderes dels Estats Units i el Japó també van ser hissades a la muntanya durant la seva colonització, i el 1946, la bandera de les Filipines es va plantar de nou després que el país va obtenir la independència. També anomenada muntanya Pinagbanderahan, que literalment significa «on es va hissar la bandera», la muntanya és fàcilment accessible a través d'una escala, amb una durada aproximada d'una hora o més per pujar. La cimera és un punt estratègic per a la visualització de les muntanyes properes com Banahaw, les províncies de l'illa de Marinduque o Mindoro i les principals ciutats de Quezon.